# Valeria Pivato
Valeria Pivato (Buenos Aires,  26 de julio de 1973) es una guionista y directora argentina conocida por su ópera prima en dirección (junto a Cecilia Atán) La novia del desierto estrenada en el Festival de Cannes 2017 en la sección oficial Una Cierta Mirada.

## Filmografía

### Director
| Año  | Título                | Comentario                                                         |
| ---- | --------------------- | ------------------------------------------------------------------ |
| 2017 | La novia del desierto | Estrenada en el Festival de Cannes en la sección Un Certain Regard |

¨La llegada del hijo¨ 2024 Estrenada en el Festival de San Sebastian
en la sección New Directors

### Guionista
La novia del desierto (2017)

### Productora
La novia del desierto (2017)

### Script Supervisor
El secreto de sus ojos (2010) Juan José Campanella / 
Nordeste (2005) Juan Solanas / 
Luna de Avellaneda (2004) Juan José Campanella

### Assistant Director
El último traje (2017) Pablo Solarz / 
Leonera (2008) Pablo Trapero / 
Vientos de agua (2006) Juan José Campanella

### Casting Director
Luna de Avellaneda (2004) Juan José Campanella / 
El hijo de la novia (2001) Juan José Campanella